# Laudakia wui
Espèce
Laudakia wui est une espèce de sauriens de la famille des Agamidae.

## Répartition
Cette espèce est endémique du Tibet en Chine.

## Publication originale
- Zhao, 1998 : A new species of Laudakia from Xizang (Tibet) (Sauria: Agamidae). Zoological Research, vol. 19, no 5, p. 401-404.